# Ibrahim Hamad (tanzański piłkarz)
Ibrahim Abdallah Hamad (ur. 12 listopada 1997 w Zanzibarze) – tanzański piłkarz grający na pozycji środkowego obrońcy. Od 2022 jest zawodnikiem klubu Young Africans SC.

## Kariera klubowa
Swoją karierę piłkarską Hamad rozpoczął w klubie Jang’ombe Boys FC. W sezonie 2017/2018 zadebiutował w jego barwach w pierwszej lidze zanzibarskiej. W latach 2019–2021 grał w Malindi SC, a w 2021 roku został piłkarzem KMKM FC, z którym w sezonie 2021/2022 został mistrzem Zanzibaru. Na początku 2022 przeszedł do tanzańskiego Young Africans SC. W sezonach 2021/2022 i 2022/2023 wywalczył z nim dwa dublety - mistrzostwo oraz Puchar Tanzanii.

## Kariera reprezentacyjna
W reprezentacji Tanzanii Hamad zadebiutował 24 marca 2023 roku w wygranym 1:0 towarzyskim meczu z Ugandą, rozegranym w Ismailii. W 2024 roku powołano go do kadry na Puchar Narodów Afryki 2023. Rozegrał w nim trzy mecze grupowe: z Marokiem (0:3), z Zambią (1:1) i z Demokratyczną Republiką Konga (0:0).
Hamad ma za sobą także występy w reprezentacji Zanzibaru. Swój debiut w niej zaliczył 5 grudnia 2017 w wygranym 3:1 meczu Pucharu CECAFA 2017 z Rwandą.